# Glomerulus (rinichi)
Glomerulus (plural glomeruli) este o rețea de vase de sânge mici (capilare) cunoscută sub numele de ghem, situată la începutul unui nefron în rinichi. Ghemul este susținut structural de mesangium (spațiul dintre vasele de sânge), compus din celule mesangiale. Sângele este filtrat pe pereții capilari ai acestui ghem prin bariera de filtrare glomerulară, care produce filtrat de apă și substanțe solubile într-un sac asemănător unei cupe cunoscut sub numele de capsula lui Bowman. Filtratul intră apoi în tubulii renal al nefronului.
Alimentarea cu sânge a glomerulus se primește de la arteriole aferente al circulației arteriale renale. Spre deosebire de majoritatea paturilor capilare, capilarele glomerulare ies în arteriole aferente mai degrabă decât venulele. Rezistența arteriolelor eferente determină o presiune hidrostatică suficientă în glomerulus pentru a asigura forța ultrafiltrării.
Glomerulus și capsula lui Bowman constituie corpusculul renal, unitatea de filtrare de bază a rinichiului. Rata la care sângele este filtrat prin toți glomeruli, și, prin urmare, măsura funcției renale globale, este rata de filtrare globală.

## Structura

Corpuscul renal care prezintă glomerul și capilare glomerulare.

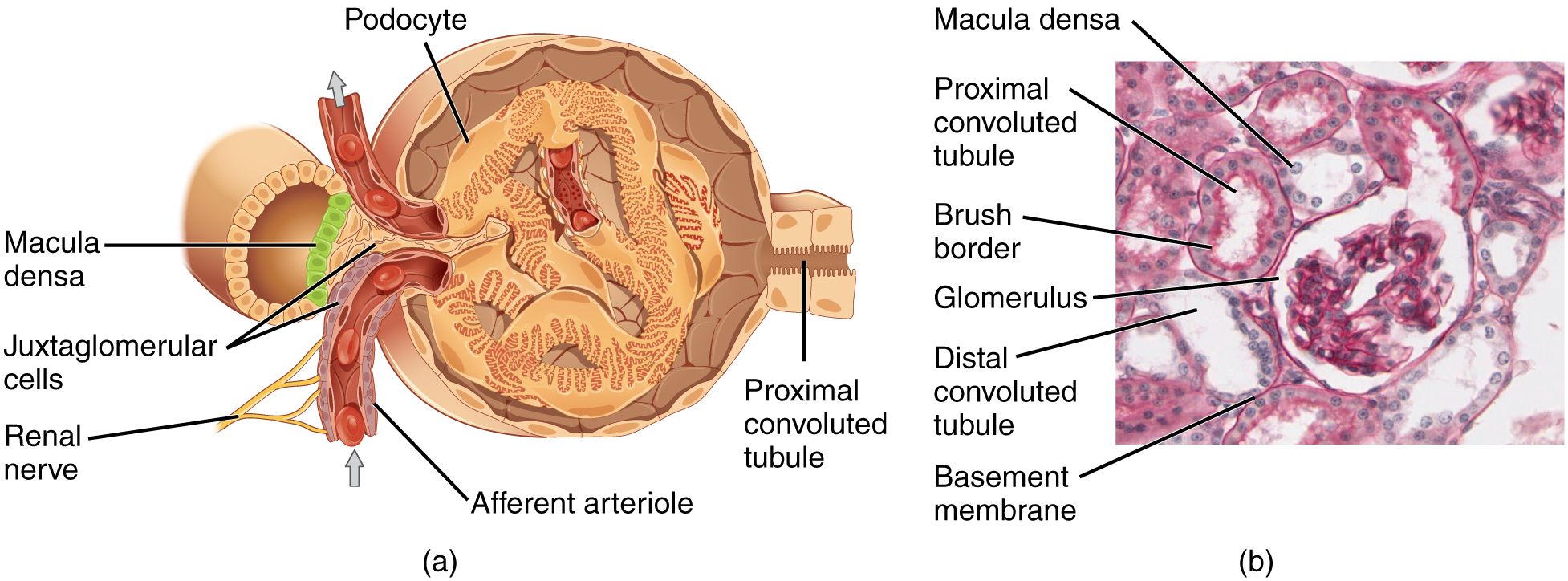
Figura 2: (a) Diagrama aparatului juxtaglomerular: are celule specializate care lucrează ca o unitate care monitorizează aparatul sodiujuxtaglomerular: are trei tipuri de conținut de specm al fluidului în tubul distal convoluted (neetichetat - este tubul din stânga) și reglează rata de filtrare glomerulară și rata de eliberare renină. (b) Micrograf care prezintă glomerulusul și structurile înconjurătoare.

Glomerulus este un smoc de capilare situate în interiorul capsulei lui Bowman în rinichi.  Celulele mesangiale glomerulare susțin structural smocurile. Sângele intră în capilarele glomerulului printr-un singur arteriole numit arteriole aferente și iese printr-un artericol eferent. Capilarele constau dintr-un tub căptușit de celule endoteliele cu un lumen central. Decalajele dintre aceste celule endoteliale se numesc fenestrae. Pereții au o structură unică: există porii dintre celulele care permit apei și substanțelor solubile să iasă, iar după ce trec prin membrana subsolului glomerular, iar între podocite procesele de picior, introduceți capsula ca ultrafiltrat.

### Căptușeală

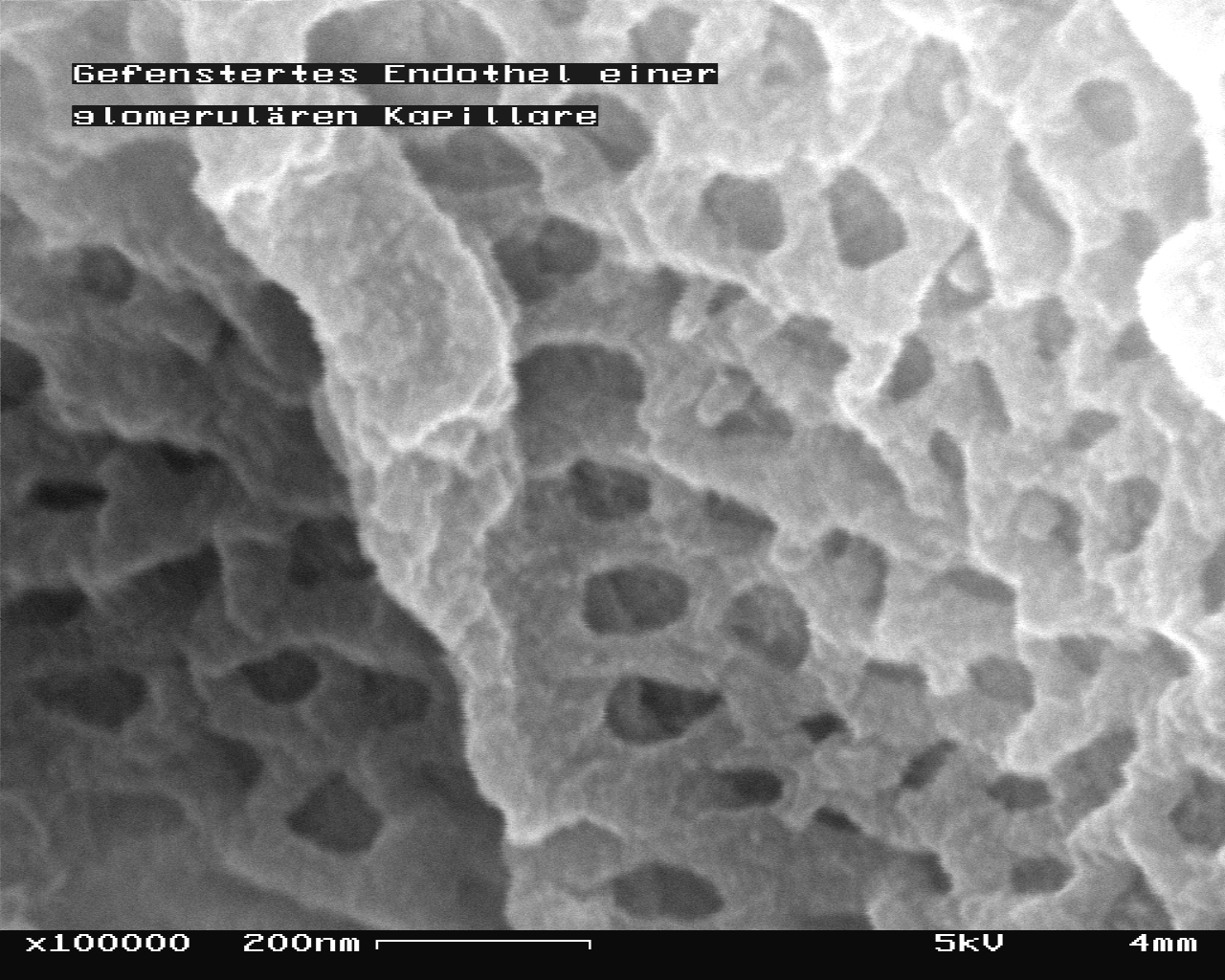
Vederea scanăroo la microscop electronic a suprafeței interioare a unui capilar deschis (rupt) cu fenestrae vizibile. (mărire de 100.000x)

Capilarele glomerulului sunt căptușite de celulele endoteliale. Acestea conțin numeroși pori - de asemenea, numiți fenestrae - 50–100 nm în diametru. Spre deosebire de cele ale altor capilare cu fenestrații, aceste fenestrații nu sunt întinse de diafragme. Acestea permit filtrarea lichidului, plasmei sanguine „solutes” și proteine, împiedicând în același timp filtrarea globulelor roșii, globule albe, și trombocite.
Glomerulus are o membrană bazală glomerulară formată în principal din laminine, de tip IV colagen, agrin și nidogen, care sunt sintetizate și secretate atât de celulele endoteliale, cât și de podocite astfel membrana glomerulară bazală este prinsă între capilarele glomerulare și podocite. Membrana bazală glomerulară este de 250–400 [Nanometru|nanometri|nm]] în grosime, care este mai groasă decât membranele bazale ale altor țesuturi. Este o barieră în calea proteinelor din sânge, cum ar fi albumină și globulină.
Partea podocitelor în contact cu membrana bazală glomerulară se numește „procesul piciorului podocitelor” sau pedicul (Fig. 3): există lacune între procesele pedicului prin care filtratul se varsă în spațiul capsulei lui Bowman. Spațiul dintre procesele adiacente ale piciorului podocitelor este întins de diafragmele cu fante constând dintr-un covor de proteine, inclusiv podocină și nefrină. În plus, procesele de picior au un strat încărcat negativ (glicocalix) care respinge moleculele încărcate negativ, cum ar fi albumina serică.